# Kitzbüheli járás
A Kitzbüheli járás, kerület (németül Bezirk Kitzbühel) Ausztria Tirol tartományának része. Központja Kitzbühel.

## Fekvése
Északon a Kufsteini járás, keleten és délkeleten a Salzburg, nyugaton pedig a Schwazi járás határolja.

## Közigazgatási beosztás

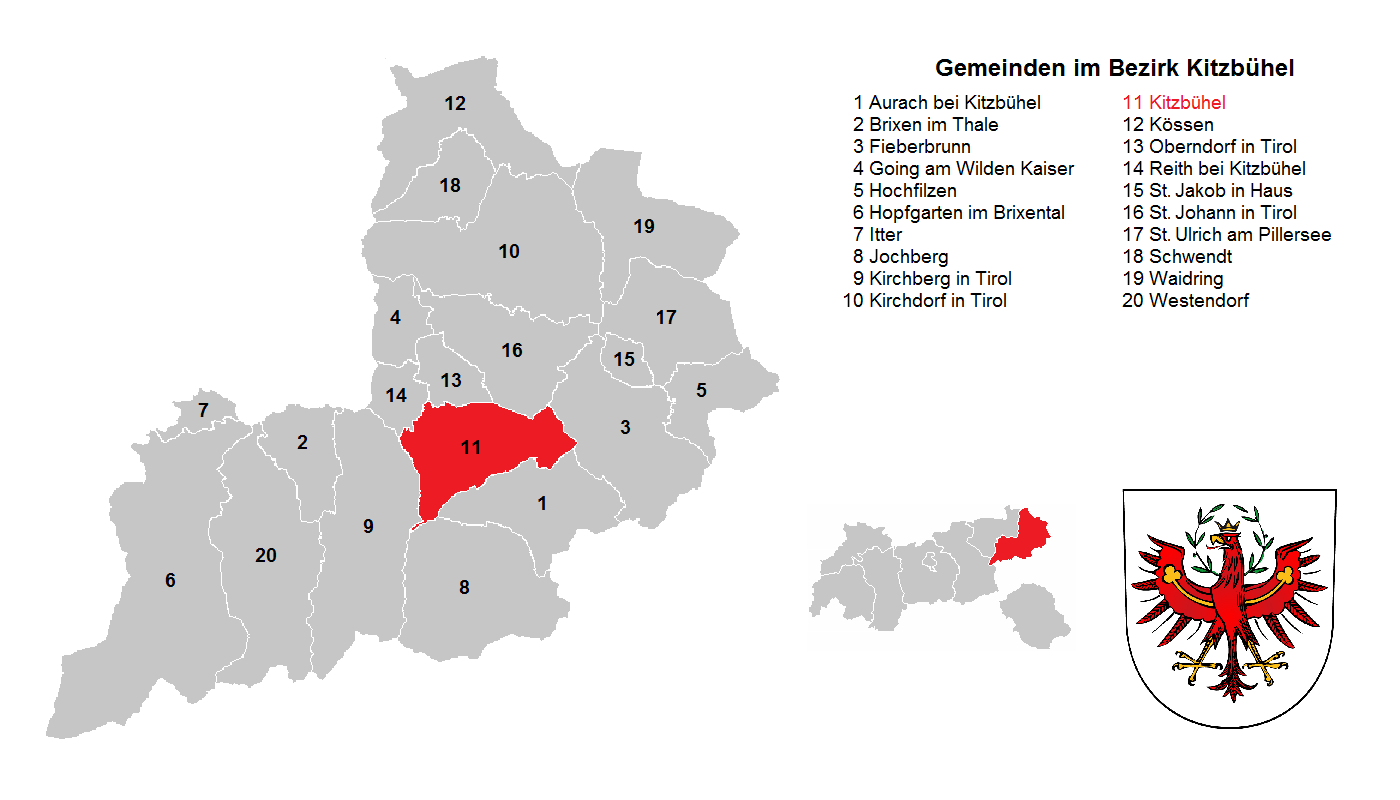
A Kitzbüheli járás közigazgatási térképe

A járás 20 önkormányzatra oszlik, amelyek a következők:
| Városok (Stadt): 1. Kitzbühel (8 134) Mezővárosok (Marktgemeinde): 1. Fieberbrunn (4 396) 2. Hopfgarten im Brixental (5 556) 3. Sankt Johann in Tirol (8 734) | Községek (Gemeinde): 1. Aurach bei Kitzbühel (1 125) 2. Brixen im Thale (2 673) 3. Going am Wilden Kaiser (1 866) 4. Hochfilzen (1 139) 5. Itter (1 176) 6. Jochberg (1 583) 7. Kirchberg in Tirol (5 102) 8. Kirchdorf in Tirol (3 859) 9. Kössen (4 202) 10. Oberndorf in Tirol (2 019) 11. Reith bei Kitzbühel (1 678) 12. Sankt Jakob in Haus (759) 13. Sankt Ulrich am Pillersee (1 609) 14. Schwendt (790) 15. Waidring (1 946) 16. Westendorf (3 620) |